# Юлій Сабін
Юлій Сабін  був галльським  аристократом із  племені лінгонів, найбільш відомим за часів галльського повстання 69 року після Р.Х. Сабін намагався скористатися нестабільною ситуацією в Римі після смерті Вітеллія, хотів  звільнити Галлію від римського впливу та надати їй офіційний статус незалежної держави. У ході повстання Гая Юлія Цивіліса, що був вождем батавів і водночас головою повстання,  вступив в союз з двома тревірами – Юлієм Классиком та Юлієм Тутором, які допомогли йому направити інші племена галлів проти римлян. Користуючись успіхом та вигадкою про свою неймовірну генетику, Сабін, у 69 році після Р.Х.,  ненадовго навіть стає повноправним родичем  Гая Юлія Цезаря та отримує титул імператора. Опісля цього секванське плем’я зрадить новоспеченого імператора, він втратить прихильність багатьох своїх однодумців, стане головним ворогом Веспасіана  та 9 років переховуватиметься разом зі своєю дружиною Епонніною.
Саме історія цієї пари, з підкресленою лояльністю Епонніни до коханого, стала надзвичайно популярною у Франції протягом XVIII-XIX століть та навіть переросла в окрему кельтську  легенду – «Вірна Епонніна». 

## Повстання
Одразу після вбивства Вітеллія,  звістка про його смерть  блискавично розлетілася, що автоматично породжувало нову війну. Оскільки Віттелій був убитий військами Веспасіана, легіони Віттелія, (а їх девізом були слова покійного імператора: «Гарний ворог – мертвий ворог»),  скоріше готові були служити варварам, аніж боронити державу на стороні  Веспасіана та визнати його імператором.

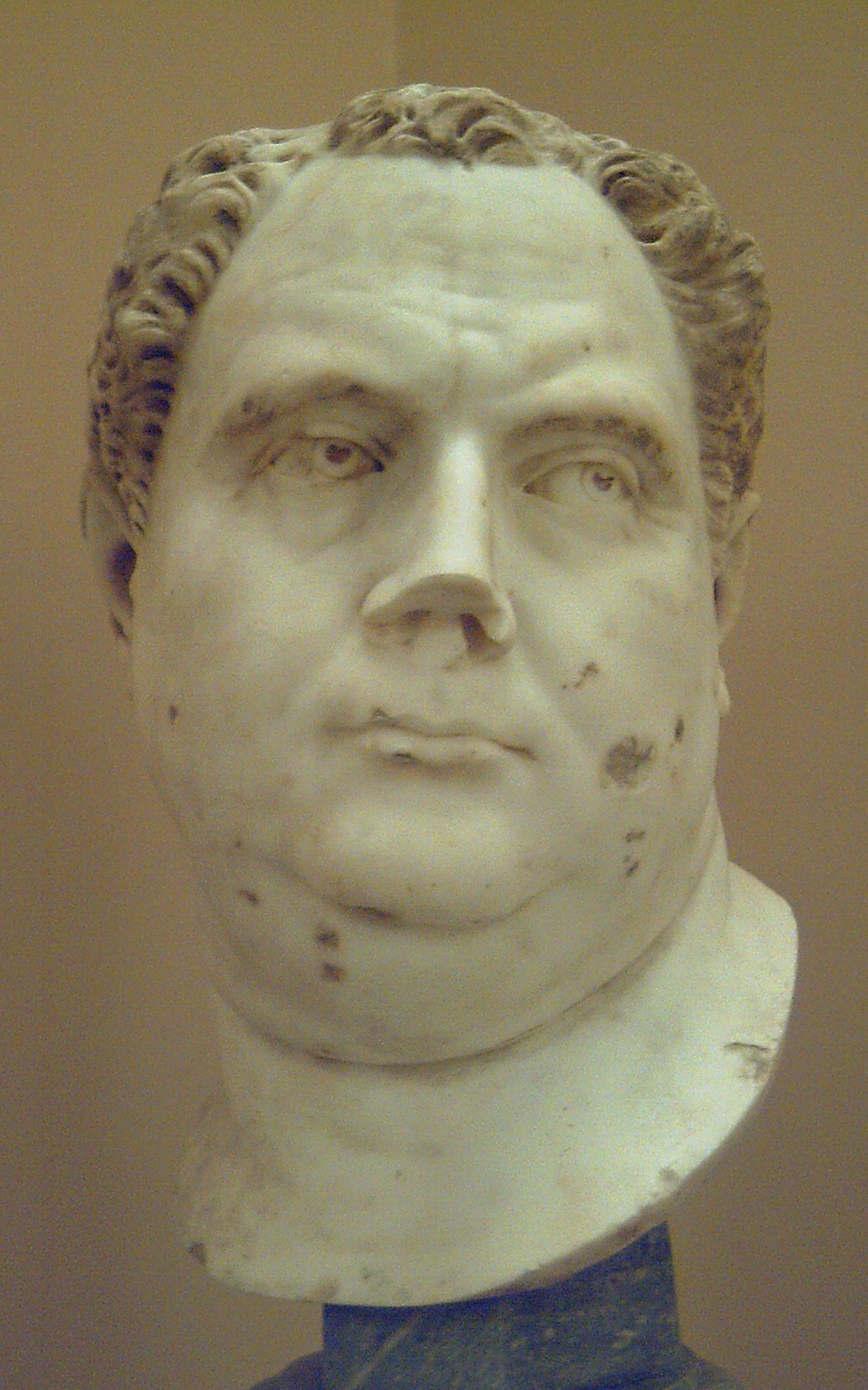
Вітеллій

 Ці настрої не могли не відчути галли, до яких доносилися радісні новини про те, що з одного боку римлян тиснуть сармати і даки, у Британії справи просуваються кепсько, а найголовніше – загорівся Капітолійський пагорб! Особливо звістка про пожежу так надихнула кельтських друїдів, що вони розповіли всім, що на Рим образилися боги і саме це є  час атакувати.
Поки був живий Флакк Гардеоній  жодних чуток про змову не було, однак одразу після його смерті  доволі часто почали бігати гінці між  Юлієм Цивілісом та Юлієм Классиком, що командував допоміжними загонами тревірської кінноти в складі римської армії. Классик любив говорити, що його предки отримали славу не через те, що були союзниками Риму, а через те, що були його ворогами. І взагалі, був він роду надзвичайно знатного та заможного. Незабаром до Цивіліса та Классика приєднуються Юлій Тутор та Юлій Сабін. І якщо Тутору було вдосталь стати префектом земель неподалік Рейну, то Юлій Сабін мав зовсім інші плани. Річ у тому, що за свідченнями Тацита, Сабін був надзвичайно марнославним, любив хизуватися при будь-якій нагоді та вигадав собі непогане генеалогічне дерево. Тобто за часів Галльської війни сам Юлій Цезар закохався в дівчину надзвичайної краси –  прабабусю Сабіна. Та це була непроста інтрижка, так як зовсім скоро галльська красуня опинилася при надії та народила нікого іншого, як дідуся Юлія Сабіна. Тож за його словами, Юлій не звичайний повстанець-лінгон, а  прямий нащадок Юлія Цезаря й має безперечне право на престол. Важко стверджувати, чи була в цих словах хоч краплина правди й тогочасному розумному сучаснику важко б було таке довести, але прихильникам заколоту до душі приходило будь-що, що робить боротьбу галлів змістовною. 
Перший збір повсталих був біля Агріппінової колонії. Туди прийшли декілька убіїв та тунгрів, але левову частку становили тревіри та лінгони. За словами Тацита, вони надзвичайно поспішали, чинили нерозсудливо та наголошували лише на тому, що римляни потонули у внутрішніх негараздах, не в змозі більше діяти розумно, легіони перебиті, у кожної армії своя війна та свої проблеми, Італія пограбована і «сам Рим ось-ось паде»…Тож прийшли вони лише до того, що Галлія нарешті заживе на повні груди, а залишилося вирішити  тільки те, як далеко розмістити кордони своєї держави.  
Незважаючи на ненадійний план повсталих, на даній місцевості римські легіони були повністю зруйновані і Цивіліс, який за галльським звичаєм обіцяв не стригти руде волосся до першої перемоги, нарешті привів себе до ладу. До самої Агріппінової колонії варвари поставилися чемно, не віддавши місто на пограбунок солдатам.
Тим часом Юлій Сабін знищив усі відомі офіційні свідчення про союзницькі відносини між лінгонами та римляними, звелів проголосити себе Цезарем і дійсно до 70 року після Р.Х. просидів на престолі. Разом із людьми зі свого племені – лінгонами напав на секванів. Тобто секвани – це галльське плем’я, яке не погоджувалося  на зраду імперії, а Сабін вирішив силою долучити їх до прихильності. У битві програли лінгони й після цього усі дії повстання минали без Юлія, він був приречений бігти від найгіршого сорому.

## У переховуванні
Зовсім не дивно, що люди дійсно повірили в те, що він шукав смерті й самостійно підпалив власну віллу. Усіма силами він намагався пустити чутки, що його більше немає в живих, так як з приходом Веспасіана, Сабін став першим супротивником, адже він легітимний чи взагалі ніякий, але імператор, якого потрібно вбити, чи точно позбутися, аби сісти на престол. Важко сказати, чи дійсно Веспасіан вважав Юлія супротивником, адже Юлій може щось і хотів, але точно не повертатися. Проте, якби народ дізнався, що імператор проявив милосердя до Сабіна й залишив  його в живих, це могло лиш підштовхнути галлів на ще одну спробу розв’язати війну, а цього Веспасіан допустити не міг. 
Отож маючи відданих,  хоробрих друзів та надзвичайно вірну дружину – Еппоніну, Юлій Сабін зміг переховуватися аж 9 довгих років. Зовсім мало свідчень ми маємо про його друзів, але Еппоніні кожного дня доводилося жити подвійним життям, для одного виконувати всі обов’язки дружини, а для всіх інших  бути сутужною вдовою. Неодноразово Сабін та Епонніна переодягалися та з'являлися в Римі як жіночки зі звичайним рабом. Невдовзі «вдова» завагітніла і народила двох синів. Плутарх писав, що аби скрити той факт, що вона при надії, Епонніна мастила все своє тіло спеціальною маззю, від якої з надзвичайною силою набрякали усі м’язи, що навіть  вагітність була не такою й  помітною. Пологи відбувалися наодинці та таємно. І так минуло вісім років, але  з появою двох дітей та новими візитами в Рим, пару помітили й нарешті знайшли слуги Веспасіана.

## Смерть
У 78 році після Р.Х., Юлій Сабін та Епонніна були заарештовані та доставлені в Рим на допити до імператора. Дружина надзвичайно довго благала Веспасіана помилувати Сабіна. Усе було марно, але Епонніна настільки розлютила імператора, що Веспасіан засудив до страти їх обох. Тож в останній рік правління Веспасіана, 79 року після Р.Х., Еппоніна та Юлій Сабін були вбиті. Трохи пізніше Плутарх напише про те, що «за всю історія правління Веспасіана він не зробив нічого жахливого, крім цього вчинку, нічого більше неприйнятного під небесами не було зроблено».

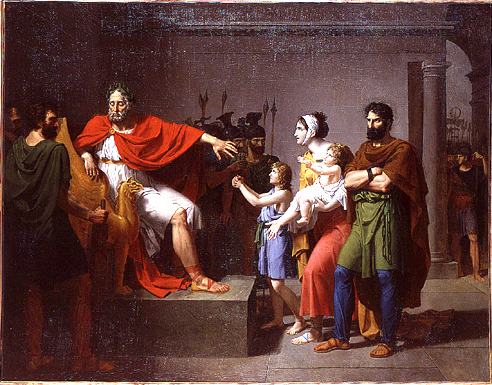
Юлій Сабін, Еппоніна та діти перед Веспасіаном

Їхні діти вижили та втекли. Надалі про їхню долю писав Плутарх і зазначав, що на момент написання його твору, один хлопець зараз живе в Дельфах, а інший нещодавно був убитий в Єгипті, можливо під час Другої Юдейської війни. 

## Юлій Сабін у кельтських легендах

### Легенда про вірну Еппоніну
Скориставшись смутою, що розпочалася після смерті імператора Нерона, частина галів підняла повстання проти Риму ... Сабін, вождь племені лінгонів, без вагань долучився до заколотників. Військо, яким він командував, отримало поразку від секванів - союзників римлян. За кельтським звичаєм, багато хто з побитих воїнів принесли себе в  жертву. Інші вирішили втекти в варварські країни. Сабін вирушив до свого сільського будинку під Лангрем. Його вірний підданий Марціал потім розповідав всім, що своїми очима бачив, як Сабін підніс до лиця чашу із смертельною отрутою. Скорившись наказу володаря, Марціал підпалив будинок, перетворивши його на велике полум’я на честь смерті Сабіна.  
Дізнавшись про трагічну смерть чоловіка, Еппоніна не може стримати своє горе. Вона з криками катається по землі. Вона плаче три дні та три ночі, 

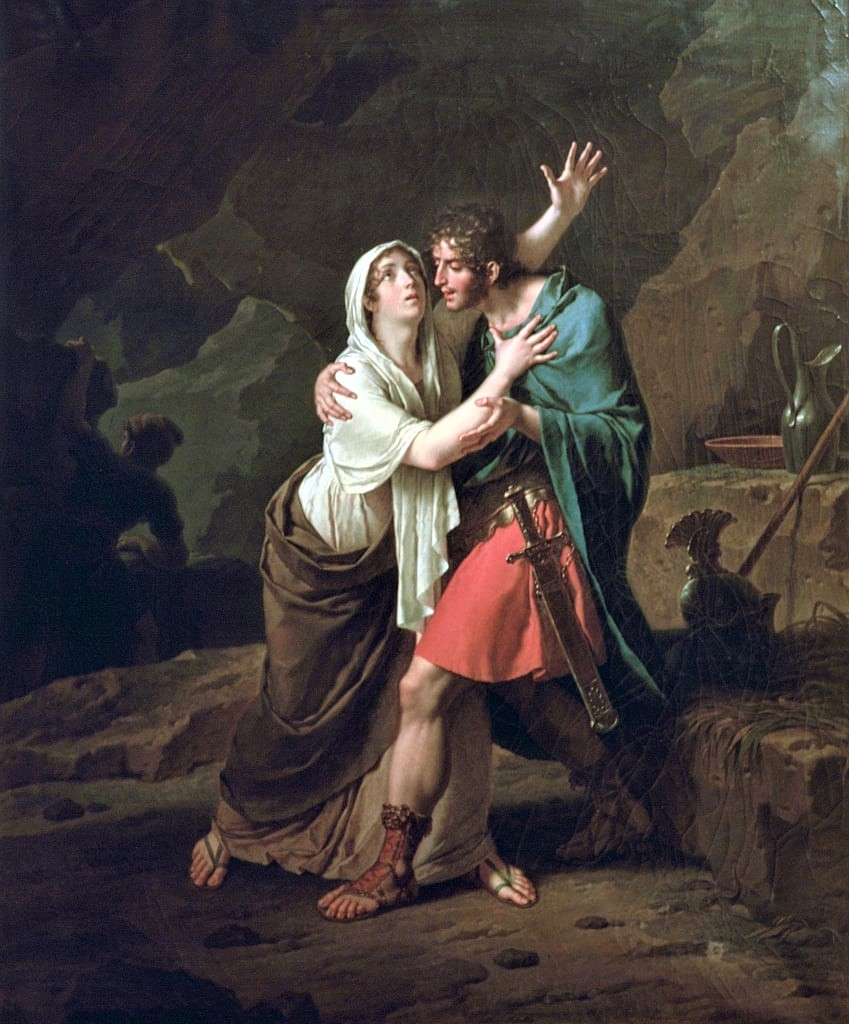
Еппоніна та Сабін у печері

 відмовившись від їжі. Еппоніна твердо вирішила померти від туги. 
Насправді Сабін живий, але його дружина про це не знає. Отруєння та пожежа були лиш хитрим планом, що придумали для того, аби сховатися від переслідувачів. Йому не хотілося ні приносити себе в жертву, ні втікати на чужину, бо він надто сильно любив молоду дружину… Сабін сховався в печері, що знаходилася в Юлієвих володіннях, а його слуга таємно кожного дня приносив йому їжу.
Він не думав, що горе Еппоніни буде таким сильним і, дізнавшись про розпач молодої жінки, довірив Марціалу розповісти їй власну таємницю… Неважко здогадатися, про радощі Еппоніни, коли вона дізналася, що її чоловік живий. Спочатку вона відмовлялася вірити слузі, а потім втрачає голову від щастя. Усе дарма, що Марціал насторожує її, щоб вона була обережною, пояснюючи, що в жодному разі не можна викликати підозри в римських спостерігачів – Еппоніна хоче одразу бігти до Сабіна.
Так і не переконавши її чинити розсудливо, Марціал зумів лише вмовити Еппоніну дочекатися темряви. 
З цього дня дружина Юлія Сабіна живе подвійним життям. Днем, у місті, вона продовжує перед рідними та друзями грати роль сутужної удови. Ввечері Еппоніна таємно тікає до чоловіка в печеру. 
Дев’ять років ніхто не може викрити їх велику таємницю. Вона народжує близнят, двох гарних хлопчиків. Проте її постійні візити в місто врешті-решт були помічені. Одного разу вранці, біла виходу з печери, на Еппоніну чекали римські солдати. Уся родина була арештована, вивезена в Рим і кинута у в’язницю.  
Неймовірна історія Еппоніни схвилювала багатьох жителів столиці імперії. Казали, що сам імператор Веспасіан не залишився байжужим. Він погодився прийняти дружину заколотника. Проте, не дивлячись на всі її прохання, Еппоніні так і не вдалося зберегти життя свого чоловіка. Веспасіан не міг пробачити Сабіна, бо його милосердя могло лиш підштовхнути галлів на нове повстання чи війну.
Побачивши, що не лишається жодної надії, Еппоніна припинила плакати. Дивлячись в обличчя імператору, вона зухвало сказала:
—	Бідний цезар! Нізащо в світі я б не помінялася б с тобою долями, бо моє життя з Сабіном в печері було в тисячу разів щасливіше за твоє на троні!
Еппоніна розуміла, що говорячи такі слова володарю Римської імперії, вона приречена на загибель. Це і було її останнє бажання: не розлучатися більше з чоловіком  та піти з Сабіном разом до царства Суцеллуса. 
Еппоніну та Сабіна стратили в один день. Їх діти були віддані на виховання в римські родини. Один виріс в Єгипті, інший – у Греції. Їх вирішили виховати подалі від Галлії, де жила пам'ять  про батьків і сама їх присутність могла посилити вороже ставлення до Риму.

## Вшанування пам’яті в мистецтві та літературі

### Популяризація у Франції
Модернізована французька версія Еппонінового імені – Епонін стала надзвичайно поширеною в революційній Франції, і все через підтекст жіночих чеснот, патріотизму та антиімперіалізму. Навіть Вольтер згадував Плутархову похвалу Еппоніні за її милосердність та доброчесність. До Великої французької революції вже існувало декілька творів про кохання Сабіна та Еппоніни. Трагедія Мішеля-Пауля-де-Чабанона "Епонін" була виконана в 1762 році. Вона згодом і лягла в славнозвісну оперу «Сабінус», що складалася з п'яти дій, автором цього шедевру був Франсуа-Джозеф Госсек, а прем'єра відбулася у Версалі 4 грудня 1773 р. Але найбільш відомою оперою мабуть є «Юлій Сабін», що написана Джузеппе Сарті в 1781 р. 
Після революції твір  «Епонін і Сабінус» (1796) був виконаний  в театрі «Ліцей». А ось роман Де Ліса де Саллеса «Епонін» навіть  привів автора до в’язниці, адже під час правління "Терору" подібна література трактувалася  як напад на Комітет громадської безпеки.
Віктор Гюго у своєму романі «Знедолені» так само  дарує головному персонажу ім’я – Еппоніна. Вона прагне померти зі своїм коханим у революції. Еппоніна також з'являється як "Епонін" у вірші Бодлера "Маленькі старі леді",  присвяченому Гюго.

### Печера Сабіна
Існує декілька зображень закоханої пари, включаючи праці Ніколаса-Андре Монсьо і Етьєна Бартельмі Гарньє. Вони зазвичай зображують їх, ховаючись у печері, посилаючись на міф про те, що печера біля Лангреса була місцем, у якому ховалися Сабін та Еппоніна.  У наш час ця місцевість досі має назву «Сабінова печера». Джозеф Міллс Хенсон відвідав її  незабаром після Першої світової війни, описуючи печеру наступним чином: «Вона має два входи, один дивиться на південь, а інший на схід.

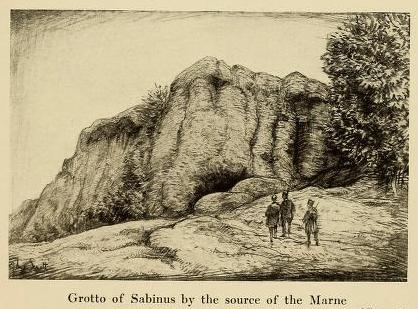
Печера Сабіна

 Зсередини виглядає надзвичайно незвично, напевно має п’ятдесят футів глибини, двадцять футів завширшки і сім футів завдовжки. Біля південного входу знаходиться груба стійка, яка досі розрізає навколишній камінь». Тут також знаходяться статуя Діви Марії разом з графіті, їх залишили американські солдати під час війни. 

### Опера «Юлій Сабін»
У 1781 році, Джузеппе Сарті написав відому на весь світ оперу «Юлій Сабін».
Твір набув величезної слави в XVIII-XIX століттях, а також став ідеєю для пародії в опері Антоніо Сальєрі «Спочатку музика, потім слова». До того ж лише цей твір присвячений історії закоханої пари Юлія Сабіна та Еппоніни є контраверсійним, оскільки сталий легендарний  образ «вірної Еппоніни» тут порушується, Джузеппе Сарті зображує її зрадницею. 

#### Діючі особи
- Юлій Сабін, лідер галлів ( ця партія була написана спеціально для відомого на той час кастрата Пакьяротті) – сопрано
- Еппоніна, його дружина – сопрано
- Арманіо, губернатор фортеці Лангр, закоханий в сестру Сабіна – сопрано
- Анніо, римський префект, закоханий в Еппоніну – тенор
- Тито, син імператора Веспасіана, закоханий в Еппоніну – тенор
- Воадіче, сестра Сабіна, закохана в Арманіо – сопрано
- Діти Сабіна, охоронці, люди

#### Історія партитури
У числі небагатьох, партитуру цієї опери видано у Відні. Один з екземплярів зберігається в Петербурзі, за чутками, його подарували Катерині ІІ від композитора Джузеппе Сарті, запрошеного до Росії придворним композитором. Так само казали, що всі партії цієї опери не схожі на прості старовинні. Ці партії складні як для розуміння, так і для майстерного виконання співаком. 
Сюжет
Джуліо Сабіно ховається протягом багатьох років у підвалі зруйнованої фортеці Лангр, у римській Галлії, щоб уникнути захвату окупантами: тут він мирно живе зі своєю дружиною – Еппоніною, котра народила йому двох гарних хлопчиків. Проте жінка зраджує Сабіну з Тито, який хоче забрати її до Риму; Сабіно відчуває зраду Еппоніни. Тим часом підступний римський префект Анній, який так само був таємно закоханий в Еппоніну, пізнає  Сабіна й відправляє його до в’язниці із наміром стратити. Біля  шибениці  натовп. Еппоніна, що стоїть поруч із Тито, благає його відпустити Сабіна. Незабаром жаль та любов до Еппоніни перемагають гнів Тито. У фінальній сцені Сабіна відпускають. 
Останній раз твір лунав у 1997 році у Відні. Саме тоді там з’явився новий для класичного виконання голос Соні Прині – контральто, що надав старій опері нового життя.